# Fimetariella rabenhorstii
Fimetariella rabenhorstii är en svampart som först beskrevs av Niessl, och fick sitt nu gällande namn av N. Lundq. 1964. Fimetariella rabenhorstii ingår i släktet Fimetariella och familjen Lasiosphaeriaceae.  Arten är reproducerande i Sverige. Inga underarter finns listade i Catalogue of Life.